# 村岡昌憲
村岡 昌憲（むらおか まさのり、1972年10月-）実業家。日本のプロ釣り師としても有名。株式会社カルモア代表取締役、ブルーブルー株式会社代表取締役

## 来歴
東京都江東区出身。 消臭剤や脱臭装置の製造販売会社を経営。プロの釣り師としての活動は、主にルアーフィッシングの分野での活躍が知られ、1990年代より始まったスズキ（シーバス）ルアーフィッシングのブームを牽引した。オフショア（外洋域）のルアー釣りへも傾倒している。

## 契約メーカー
元メガバス株式会社契約。他にもグローブライド株式会社、株式会社アピア、邪道(谷山商事株式会社）、東レインターナショナル株式会社と契約をしている。近年は釣り具メーカーの会社を設立するなど活動が本格化している。

## fimo
2010年に釣り人向けのソーシャルネットワークサービスfisherman's mountainを立ち上げた。

## BlueBlue
2011年に釣り具メーカーを立ち上げている。

## 出演中の番組
- SEABASS JOURNY　（BS放送・釣りビジョン）

## テレビ番組
- 日経スペシャル ガイアの夜明け 気になる“ニオイ”にチャンスあり～拡大する香りビジネス～（2008年10月21日、テレビ東京）[1]。- 臭気判定の専門会社を取材。

## 雑誌掲載
- ルアーフィッシング情報（主婦と生活社）
- ルアマガソルト（内外出版社）
- シーバスマガジン
- ソルト&ストリーム（辰巳書房）廃刊
- ソルトウォーター（地球丸）